# Bujutsukan
Okinawa Goju-Ryu Bujutsukan er en af de ældste traditionelle stilarter indenfor karate og Tomoyuki Kato Sensei er i lige linje aftageren af Goju-Ryu stifteren Chojun Miyagi Sensei. Anichi Miyagi  Sensei gav som Soke i 1998 skolen videre til Tomoyuki Kato Sensei. 
Mange tror fejlagtig at det er IOGKF med Morio Higaonna Sensei i spidsen der løfter arven fra de gamle Goju-Ryu mestre, men det er ikke sandt. 
https://goju-ryu.jp/en/about.html
https://goju-ryu.jp/about.html
Der er Danske Klubber der træner stilarten Goju-Ryu Bujutsukan : i Fredericia, Gauerslund, Vinderup, Kerteminde, Boddum-ydby og Bøvlingbjerg.  
Chefinstruktøren i Danmark er japaneren Shuji Shimizu Sensei der bærer graden 7.  
http://bujutsukan.dk/om-goju-ryu-bujutsukan Arkiveret 2. oktober 2019 hos  Wayback Machine